# Picão (Mafra)
Picão é uma pequena localidade da antiga Freguesia de Gradil, Município de Mafra, com cerca de 150 habitantes (censo popular).
Como principal atracção turística, existe o CRLI - Centro de Recuperação do Lobo Ibérico (único centro de recupeação de lobos em Portugal) que está implantado nesta localidade desde a sua fundação em 1987.
Os lobos podem ser apadrinhados, visitados, observados e estudados no seu habitat natural. Existe também apartamentos de turismo rural, uma biblioteca e um centro de recursos e estudo de lobos. 
A Sudoeste possui um portão de entrada (não oficial e utilizado apenas por autoridades e funcionários) da Tapada Nacional de Mafra.
Tem como padroeiro São João Baptista e tem uma capela em honra deste santo.